# Loreto (Zacatecas)
Loreto è una municipalità dello stato di Zacatecas, nel Messico centrale, il cui capoluogo è la località omonima.
Conta 48.365 abitanti (2010) e ha una estensione di 429,37 km².